# Pseudacanthocotyla pacifica
Pseudacanthocotyla pacifica är en plattmaskart. Pseudacanthocotyla pacifica ingår i släktet Pseudacanthocotyla och familjen Acanthocotylidae. Inga underarter finns listade i Catalogue of Life.